# Laura de la Uz

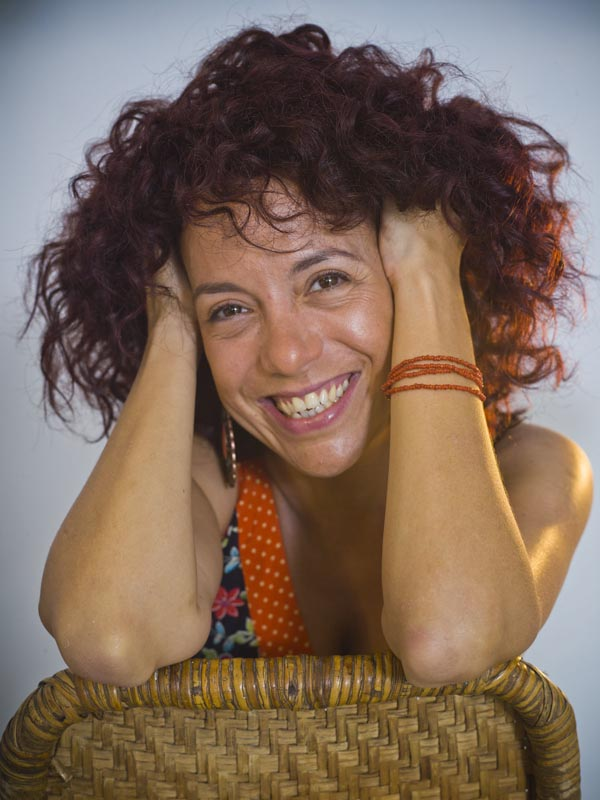
Laura de la Uz

Laura de la Uz (La Habana, 14 de febrero de 1970) es una actriz de teatro, cine y televisión cubana.

## Biografía
Polifacética actriz cubana, con un amplio recorrido profesional en teatro, cine y televisión. Hoy está considerada una de las actrices fundamentales de Cuba contando con un unánime reconocimiento de la crítica y el público.
Graduada la Escuela Nacional de Instructores de Teatro de La Habana en 1992 (especializándose en actuación, dirección y pedagogía), pero su debut en el cine se produjo siendo aún estudiante, en 1990, cuando protagonizó el filme Hello Hemingway dirigido por Fernando Pérez, por el que obtuvo el Premio Coral a la mejor actuación femenina en el XII Festival Internacional del Nuevo Cine latinoamericano.
A partir de esa fecha ha desarrollado una brillante carrera que abarca tanto el cine como el teatro y la televisión. Sus actuaciones en clásicos del teatro cubano como Electra Garrigó o La boda y en seriales como Blanco y Negro ¡No! y ¡Oh, La Habana! fueron muy elogiadas por el público cubano y la crítica.
En el 2000 se graduó como comediante internacional en la Escuela Internacional del Gesto y la Imagen "La Mancha" de Santiago de Chile, especializándose en movimiento, mimo, máscaras, pantomima blanca, tira cómica, comedia del arte, melodrama, coro, tragedia, bufón y clown.
En el 2001 dirige la obra Mentita´s bar con la compañía de teatro “La Sombra”, de Santiago de Chile. En 2014 escribe y dirige la obra Reality Show de Laura de la Uz, representada en tres sesiones únicas en el Teatro Mella de La Habana en octubre y diciembre de 2014.

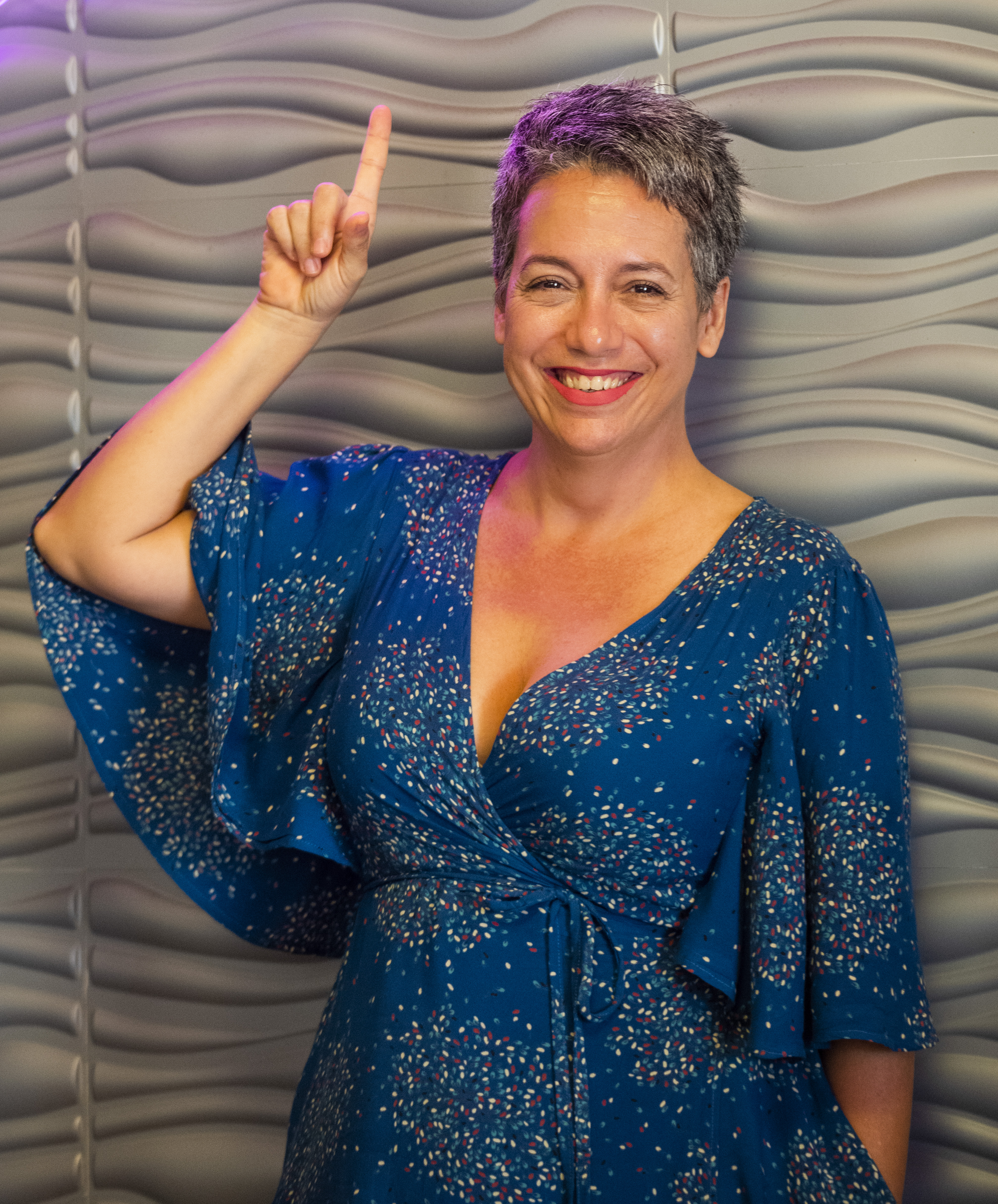
Laura de la Uz, fotografiada por Héctor Garrido en La Habana, en 2023

A lo largo de su carrera ha obtenido importantes premios y reconocimientos. Es la única actriz que ha ganado en dos ocasiones el Premio Coral a Mejor Actriz del Festival de Cine de La Habana. También ostenta dos nominaciones y una pre-nominación a Mejor Actriz en los Premios Platino de Cine.

## Filmografía

### Cine
- Hello Hemingway (1990) Dir. Fernando Pérez
- Ellos también comieron chocolate suizo (cortometraje, 1991) Dir. Manuel Marcel
- Una pistola de verdad (cortometraje, 1992) Dir. Eduardo de la Torre
- Historia de un amor adolescente (cortometraje, 1992) Dir. Juanita Medina
- Madagascar (1993) Dir. Fernando Pérez
- Amores (1994) Dir. José Sanjurjo
- La muerte (cortometraje, 1994). Dir. Gabriela Valentá
- Historias clandestinas de La Habana (1996) Dir. Diego Musik
- Siberia (2006) Dir. Renata Duque
- Divina desmesura (El Benny) (2006) Dir. Jorge Luis Sánchez
- Homo sapiens (cortometraje, 2006) Dir. Eduardo del Llano
- Liberia (cortometraje, 2007) Dir. Renata Duque
- El cuerno de la abundancia (2008) Dir. Juan Carlos Tabío
- La Habana, isla de la belleza (2008), de Nelson Navarro
- Los minutos, las horas (cortometraje, 2009) Dir. Janaina Marqués
- Boleto al Paraíso (2009) Dir. Gerardo Chijona
- Aché (cortometraje, 2010) Dir. Eduardo del Llano
- Acorazado (2010) Dir. Álvaro Curiel
- Extravíos (2011) Dir. Alejandro Gil
- Y, sin embargo… (2012) Dir. Rudy Mora
- Amor crónico (2012) Dir. Jorge Perugorría
- Siete días en La Habana (2012) Dir. Benicio del Toro
- La película de Ana (2012) Dir Daniel Díaz-Torres
- Esther en alguna parte (2012) Dir. Gerardo Chijona
- Vestido de novia (2014) Dir Marilyn Solaya
- Una historia con Cristo y Jesús, (cortometraje, 2014) Dir. Oldren Romero
- La pared de las palabras (2014) Dir. Fernando Pérez
- Espejuelos oscuros (2015) Dir Jessica Rodríguez
- Yuli (2018) Dir Iciar Bollain
- El análogon perfecto (cortometraje, 2021) Dir. Abdel Martínez Castro
- El mundo de Nelsito (2022) Dir. Fernando Pérez

### Televisión
- El naranjo del patio (1991) Dir. Xiomara Blanco
- La amada móvil (1992) Dir. Camilo Hernández.
- Konrad (1992) Dir. José Luis Yánez
- Pocholo y su pandilla (1992) Dir. Charlie Medina
- Blanco y Negro ¡No! (1993) Dir. Charlie Medina
- A lo mejor para el año que viene (teleserie, 1996) Dir. Héctor Quintero
- Punto G (2004) Dir. Miguel Brito
- Oh! La Habana (teleserie, 2006-2007) Dir. Charlie Medina
- En el corredor de la muerte (teleserie, 2019) Dir. Carlos Marqués-Marcet
- UPA Next (teleserie, 2022) Globomedia y Atresplayer

## Teatro
- Mascarada Casal (1993) Dir. Armando Suárez Del Villar
- El Rey no ha muerto (1995) Dir. Allen Euclides.
- La boda (1997) Dir. Raúl Martín. Teatro de la Luna (Cuba)
- Mentita´s bar (2001). Dir. Laura de la Uz. Compañía La Sombra (Chile)
- Electra Garrigó (2006-2007) Dir. Raúl Martín. Teatro de la Luna (Cuba)
- Delirio habanero (2006-2012) Dir. Raúl Martín. Teatro de la Luna (Cuba)
- Heaven (2008-2011) Dir. Raúl Martín. Teatro de la Luna (Cuba)
- La Dama del Mar (2012) Dir. Raúl Martín. Teatro de la Luna (Cuba)
- El Reality Show de Laura de la Uz (2014) Dir. Laura de la Uz/Raúl Martín. Teatro Mella (Cuba)
- Cómo ser una estrella en Cuba y no morir en el intento (2014) Dir. Laura de la Uz (España/Cuba)
- Laura contra Laura (2020) Guion y dirección Laura de la Uz. Dirección escénica: Raúl Martín. Teatro de la Luna (España/Cuba)
- Los vecinos de arriba (2023) Dirección Caleb Casas. Argos Teatro (Cuba)

## Premios y nominaciones
- Premio CORAL a la Mejor Actuación Femenina, por su actuación protagonista en el film Hello Hemingway, en el XII Festival Internacional del Nuevo Cine latinoamericano de La Habana (1990). CUBA.
- Premio a la Mejor Actuación Femenina, por su actuación protagonista en el film Hello Hemingway, en el 11th Atlantic Film Festival (1991). CANADÁ.
- Reconocimiento de los Círculos Cinematográficos de Italia (ARCI NOVA), por su actuación protagonista en Madagascar, en el XVI Festival Internacional del Nuevo Cine latinoamericano de La Habana. Cuba.
- Premio CARICATO de la Asociación de Artistas Escénicos de la UNEAC por su actuación protagonista en los Filmes Madagascar y Amores (1995). Cuba.
- Premio CARICATO de la Asociación de Artistas Escénicos de la UNEAC por su actuación protagonista en la obra de teatro La Boda, de Virgilio Piñera (1997). Cuba.
- Nominada a los Premios ACE (Asociación de Cronistas de Espectáculos de Nueva York) por su actuación en Madagascar de Fernando Pérez en 1997. New York, EE. UU.
- Premio CARICATO “Francisco Covarrubias” a mejor actuación femenina en teatro por Delirio Habanero (2006).
- Premio “La Avellaneda”, a la mejor actuación femenina en el Festival de teatro de Camagüey por Delirio Habanero (2006). Cuba
- Premio CARICATO de la UNEAC por su actuación femenina en el film El cuerno de la abundancia. La Habana (2008). Cuba
- Premio de actuación femenina, por su actuación protagonista en Los minutos, las horas, en la tercera edición del Festival de Bueu. Galicia. España.
- Premio a la MEJOR ACTRIZ, por su actuación protagonista en Los minutos, las horas, en: II CURTA NEBLINA. Festival latinoamericano de Cinema. De Itu,  Brasil
- Premio Mejor a la MEJOR ACTRIZ en Cinema Mundo, por su actuación protagonista en Los minutos, las horas, en el IV Festival Internacional de Cinema de Itu, Brasil.
- Premio a la MEJOR ACTRIZ, por su actuación protagonista en Los minutos, las horas, en Vitória Cine Vídeo 2010. Brasil
- Premio “Florencio Escudero” de la UNEAC en el Festival de Teatro de Camagüey por mejor actuación protagónica femenina en la obra “Delirio Habanero”. Cuba
- Premio de actuación femenina en el Festival Internacional de Torrelavega (España), 2011
- Premios ACE (Asociación de Cronistas de Espectáculos de Nueva York)) MEJOR ACTRIZ visitante, por su papel protagonista en la obra de teatro Delirio habanero (2012) New York
- Premio CORAL a la Mejor Actuación Femenina, por su actuación protagonista en film La película de Ana, en el XXXIV Festival Internacional del Nuevo Cine latinoamericano de La Habana (2012). Cuba
- Premio CARICATO de la Asociación de Artistas Escénicos de la UNEAC por su actuación protagonista en filme La película de Ana" (2012). Cuba.
- Premio MUCURIPE 2013 a MEJOR ACTRIZ en el 23° FESTIVAL IBERO-AMERICANO DE CINEMA DE CEARÁ (BRASIL) por O Filme de Ana.
- Premios ACE (Asociación de Cronistas de Espectáculos de Nueva York), New York 2014, como MEJOR ACTRIZ de Cine, por su papel protagonista el film La película de Ana.
- Nominada Premios Platino 2014 a MEJOR ACTRIZ, por su papel protagonista el film La película de Ana.[1]
- Premio Especial CARICATO de la Asociación de Artistas Escénicos de la UNEAC por su obra y puesta en escena Reality Show de Laura de la Uz.
- Nominada Premios Platino 2015 a MEJOR ACTRIZ, por su papel protagonista el filme Vestido de novia.[2]
- Prenominada Premios Platino 2024 a MEJOR ACTRIZ, por su papel en el filme el mundo de Nelsito.